# Zafra de Záncara
Zafra de Záncara ist eine Gemeinde (Municipio) und ein Dorf mit 90 Einwohnern (Stand: 2024) in der Provinz Cuenca in der Autonomen Region Kastilien-La Mancha. 

## Lage
Zafra de Záncara liegt etwa 36 Kilometer westsüdwestlich von Cuenca in einer Höhe von ca. 900 m. Durch die Gemeinde führt die Autovía A-3.

## Bevölkerungsentwicklung
| 1970 | 1981 | 1991 | 2001 | 2011 | 2021 |
| ---- | ---- | ---- | ---- | ---- | ---- |
| 536  | 344  | 281  | 185  | 146  | 107  |

## Sehenswürdigkeiten
- Kirche von Zafra